# Varianz
Die Varianz (von lateinisch variantia „Verschiedenheit“ bzw. variare „[ver]ändern, verschieden sein“) ist ein Begriff der Wahrscheinlichkeitsrechnung. Sie ist ein Maß für die Streuung reeller Werte um einen Mittel-, bzw. Erwartungswert. (Die Streuung um einen Erwartungswert stellt dabei die allgemeinere Betrachtungsweise dar. Die Streuung erfasster Werte um ihr arithmetisches Mittel ist demgegenüber ein Spezialfall und wird hier als empirische Varianz bezeichnet.) Die Varianz wird berechnet, indem das mittlere Abweichungsquadrat aller Werte gebildet wird. Die Quadratwurzel aus der Varianz ergibt die Standardabweichung, ebenfalls ein Streuungsmaß.
Die Standardabweichung ist oft anschaulicher als die Varianz, da sie dieselbe Größenordnung hat wie die beobachteten Werte. Die Varianz ist dafür in weitergehenden Berechnungen oft praktischer: So können beispielsweise Varianzbeiträge von mehreren unabhängigen Zufallseinflüssen einfach addiert werden, und umgekehrt lässt sich durch eine Varianzanalyse eine Gesamtvarianz oft auch in ihre Beiträge (Ursachen) zerlegen.

## Eigenschaften
Die Quadrierung der Abweichungen vom Mittelwert bewirkt bei einer endlichen Anzahl reeller Stichprobenwerte:
- Positive und negative Abweichungen vom Mittelwert heben sich nicht gegenseitig auf.
- Die Varianz einer Stichprobe ist immer positiv (oder Null, falls alle Stichprobenwerte identisch sind).
- Eine größere Varianz entspricht einer größeren Unterschiedlichkeit der Werte.
- Wenige aber starke Ausreißer haben einen großen Einfluss auf das Ergebnis.